# Darwinopterus
Darwinopterus — рід птерозаврів родини Wukongopteridae. Жив на території Китаю за юрського періоду. Відомий переважно за своє значення як проміжна ланка між примітивними («рамфоринхоїди») й прогресивними (птеродактилоїди) птерозаврами.

## Етимологія
Назва «Darwinopterus» вшановує Чарлза Дарвіна, на річницю чийого дня народження й виходу «Походження видів» припало відкриття тварини, поєднуючи його прізвище з «pteron», «крило».

## Опис
Найнезвичайніша особливість дарвіноптера — поєднання примітивних і прогресивних характеристик, нерівномірно розповсюджених тілом тварини. Череп напрочуд довгий, вдвічі довший за тулуб і таз разом узяті. Наявне носово-передочне вікно (сполучення ніздрів і передочного отвору, англ. nasoantorbital fenestra), що раніше вважали діагностичним для птеродактилоїдів. Видовжений гребінь простягається головою починаючи з переднього краю носового-передочного отвору  вікна. Дарвіноптер має 9 шийних хребців, що є типовим для птерозавра, проте шия видовжена, принаймні не коротша, якщо не довша, за тулуб, завдяки видовженим хребцям 3—7 (зі співвідношенням довжини до ширини 2:1), і нагадує шиї птеродактилоїдів. Їх та анурогнатид також поєднує з дарвіноптером вкорочення невральних дуг і зникнення шийних ребер.
Хвіст, однак, видовжений, більше схожий на хвости «рамфоринхоїдів». Так само примітивною є структура чи не всього посткраніального скелета, не враховуючи шиї. Так, передні кінцівки практично нічим не відрізняються від кінцівок нептеродактилоїдів, п‘ясток складає <70 % довжини плеча, примітивна ознака для птерозаврів, фаланги 2 і 3 близькі за довжиною (у птеродактилоїдів фаланга 2 довша за подальші). Задні кінцівки мають 5-й палець, що складається з двох фаланг, що також є типовим для примітивних птерозаврів, проте не зустрічається серед птеродактилоїдів.

## Еволюція
Дарвіноптер представляє яскравий приклад мозаїчної еволюції. Він показує, що перехід «рамфоринхоїди»-птеродактилоїди не було здійснено шляхом поступової й одночасної зміни рис усіх частин тіла. Натомість спершу з‘явились характеристики черепа, що асоціюються з птеродактилоїдами (функціональне пояснення цьому дати дещо складно, враховуючи недосконалість нашого знання екології птерозаврів, нехай схоже, що дарвіноптер був повітряним мисливцем, що міг полювати, наприклад, на оперених манірапторів, інших птерозаврів чи летючих ссавців), і лиш потім розвинувся прогресивний посткраніальний скелет (імовірно, поліпшуючи локомоторні можливості птерозаврів, зокрема, на суходолі).